# Фред Циннеманн
Фред Циннеманн (нім. Fred Zinnemann; нар. 29 квітня 1907 — пом. 14 березня 1997) — американський кінорежисер австрійського походження, лауреат премії «Оскар».

## Біографія
Фред Циннеманн народився у Відні в єврейській родині, його батько був лікарем. Він хотів стати музикантом, але вступив до Віденського університету, де навчався на юриста. Кінокар'єру розпочав як оператор, а 1930 року став одним із режисерів фільму «Недільні люди», над яким також працювали майбутні голлівудські режисери Біллі Вайлдер та Роберт Сьодмак.
Приїхавши до США, Циннеманн став помічником та перекладачем іншого емігранта з Австрії — письменника та режисера Бертольда Фіртеля. Завдяки Фіртелю Циннеманн познайомився з актрисою Гретою Гарбо, режисерами Сергієм Ейзенштейном, Фрідріхом Мурнау, Робертом Флаерті. Роботу з документалістом Флаерті над незавершеним проєктом Циннеманн назве «найважливішою подією у моєму професійному житті» (the most important event of my professional life).
Циннеманн грав у масовці у фільмі "На західному фронті без змін" (1930; за романом Ремарка), а перший повнометражний фільм зняв у 1935 році в Мексиці. Це був документальний фільм про рибалок «Хвиля», поставлений на замовлення міністерства сільського господарства. В 1936 році Циннеманн отримав американське громадянство й одружився з Рене Бартлет, шлюб з якою триватиме до його смерті. Через чотири роки у них народився син Тім, у майбутньому кінопродюсер.
Після повернення з Мексики Циннеманн поставив вісімнадцять короткометражок для компанії Metro-Goldwyn-Mayer. За одну з них, «Ці матері могли б жити» (1938), він отримав премію «Оскар». У 1942 році він зняв повнометражні детективи «Очі в ночі» та «Вбивця у рукавичках». Його першим відомим фільмом стала знята у роки Другої світової війни військова драма «Сьомий хрест» зі Спенсером Трейсі у головній ролі. У повоєнні роки Циннеманн відкрив двох акторів, які стануть зірками: «Пошук» (1948) став дебютом у повнометражному кіно для Монтгомері Кліфта, а «Чоловіки» (1950) — для Марлона Брандо. 1951 року режисер зняв останню у своєму житті короткометражку «Бенджі», за яку знову був удостоєний «Оскара».
1952 року вийшов один із найвідоміших фільмів Циннеманна — вестерн «Рівно опівдні». Знятий за сценарієм опального Карла Формана і розповідає про шерифа, який залишився віч-на-віч із бандитами, оскільки городяни побоялися йому допомогти, він був сприйнятий як алегорія американського суспільства епохи маккартизму. Консервативно настроєні Говард Голос та Джон Вейн критикували фільм, їхній вестерн «Ріо-Браво» став своєрідною відповіддю на картину Циннеманна. Драма «Звідси — у вічність», що вийшла в 1953 році, за романом Джеймса Джонса була удостоєна восьми «Оскарів», включаючи призи за найкращу режисуру і найкращий фільм.
Попри визнання та активну зайнятість, режисер був незадоволений атмосферою «полювання на відьом», що панувала в США, і 1963 року поїхав до Великобританії. Тут він зняв кілька фільмів, найвідомішим з яких стала біографія Томаса Мора «Людина на всі часи» (1966), яка здобула безліч нагород. Історія про католика Море, який вступив у конфлікт з королем Генріхом VIII, отримала схвалення Ватикану, а 1994 року посіла перше місце у списку кращих консервативних фільмів, попри ліберальну репутацію режисера.
Останній фільм Фреда Циннеманна вийшов у 1982 році, після цього він відійшов від кіно. 1992 року вийшла його автобіографічна книга «Фред Циннеманн про кіно». Фред Циннеманн помер у 1997 році у віці 89 років від серцевого нападу.

## Фільмографія
- 1944 — Сьомий хрест / The Seventh Cross
- 1948 — Пошук / The Search
- 1950 — Чоловіки / The Men
- 1952 — Рівно опівдні / High Noon
- 1953 — Звідси ‒ у вічність / From Here to Eternity
- 1955 — Оклахома! / Oklahoma!
- 1959 — Історія черниці / The Nun's Story
- 1960 — Бродяги / The Sundowners
- 1966 — Людина на всі часи / A Man For All Seasons
- 1973 — День шакала / The Day of the Jackal
- 1977 — Джулія / Julia

## Нагороди
- 1952 — премія "Оскар" за найкращий документальний короткометражний фільм ("Бенджі")
- 1954 — премія "Золотий глобус" за кращу режисуру ("Звідси — у вічність")
- 1954 — премія "Оскар" за кращу режисуру ("Звідси — у вічність")
- 1954 — спеціальний приз Каннського кінофестивалю (Звідси — у вічність)
- 1957 — приз ФІПРЕСІ на Венеціанському кінофестивалі («Капелюх, повний дощ»)
- 1959 — "Золота раковина" Сан-Себастьянського кінофестивалю ("Історія черниці")
- 1967 — премія "Золотий глобус" за кращу режисуру ("Людина на всі часи")
- 1967 — премія «Оскар» за найкращу режисуру та найкращий фільм («Людина на всі часи»)
- 1967 — особлива згадка на Московському кінофестивалі ("Людина на всі часи")
- 1968 — премія BAFTA за найкращий британський фільм ("Людина на всі часи")
- 1978 — премія "Давід ді Донателло" ("Джулія")